# Valerio di Treviri
Valerio di Treviri, o Valerius (III secolo – Treviri, III secolo), fu un vescovo, considerato il secondo della diocesi di Treviri; è venerato come santo dalla Chiesa cattolica e da quelle ortodosse.
Secondo la leggenda, Valerio sarebbe stato un discepolo di san Pietro, il quale avrebbe inviato lui ed altri due discepoli, Eucario e Materno, ad evangelizzare la Gallia e le popolazioni circostanti. La leggenda narra inoltre che egli, insieme al condiscepolo Eucario, avrebbe resuscitato il condiscepolo Materno dal suo sarcofago, utilizzando il bastone pastorale di San Pietro. Poiché tuttavia i tre santi furono vescovi in diocesi fondate più di un secolo dopo, la leggenda risulta incoerente.
Viene talvolta confuso con san Valerio di Ravenna († 810), vescovo di Ravenna dall'806 fino alla morte, la cui memoria liturgica cade anche il 29 gennaio.

## Culto

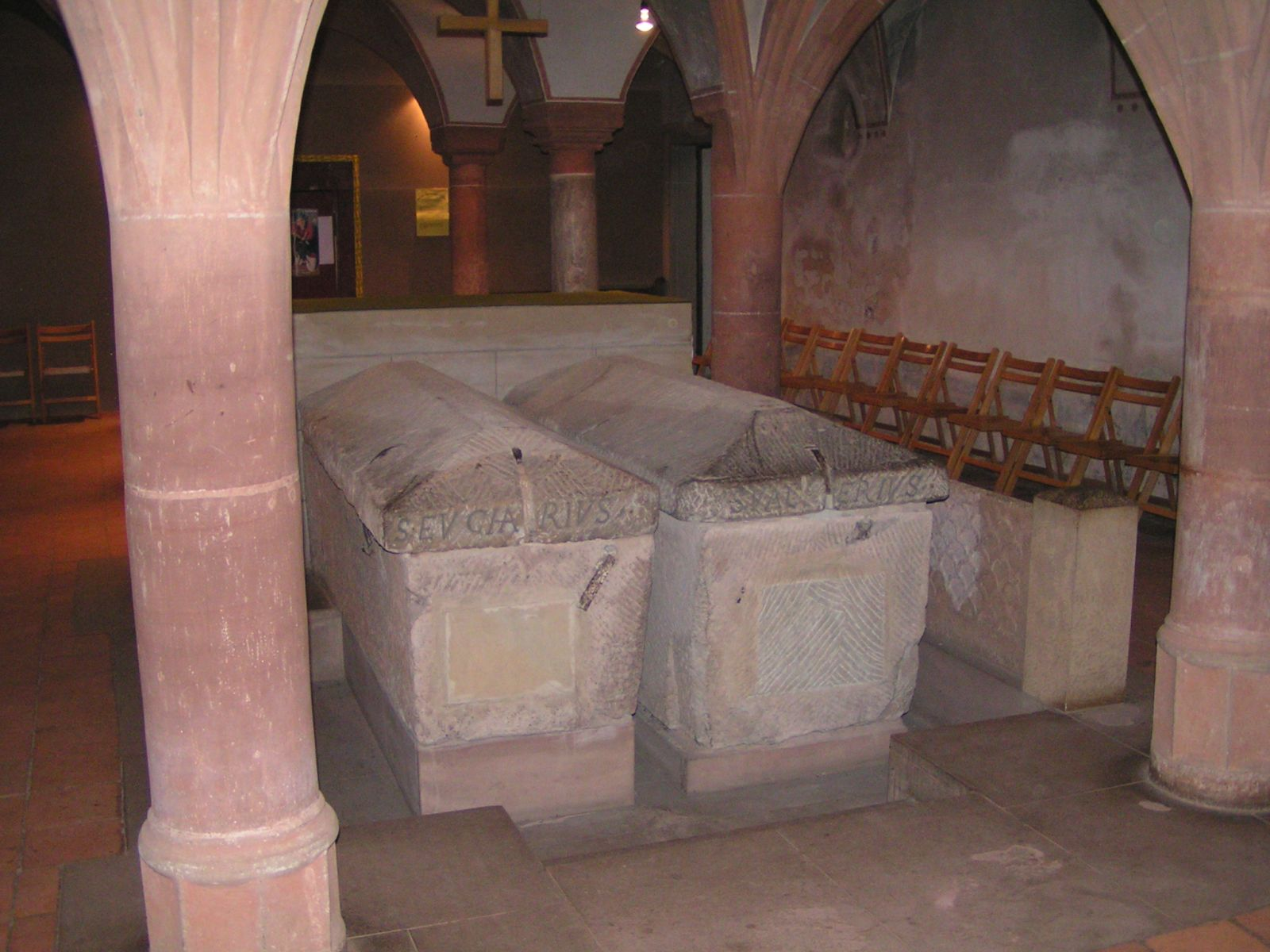
Le arche dei primi due vescovi di Treviri, Eucario e Valerio, nella cripta dell'abbazia benedettina di san Mattia a Treviri

Il vescovo di Treviri, san Cirillo (†457) fece costruire nella metà del V secolo due sarcofagi, uno per san Valerio e l'altro per sant'Eucario, che sono posti nell'Abbazia benedettina di san Mattia a Treviri.
Valerio viene celebrato dalla Chiesa cattolica il 29 gennaio e dalle Chiese ortodosse il 10 novembre mentre a Limburgo la festa dei tre vescovi di Treviri Eucario, Valerio e Materno cade l'11 settembre.